# Gosia Kulik
Gosia Kulik (ur. 15 lipca 1985 w Piekarach Śląskich) – polska graficzka i malarka, tworzy ilustracje, opowieści graficzne, pisze i maluje komiksy, plakaty, prace malarskie i autorskie picturebooki. 
Interesują ją narracyjne aspekty sztuk wizualnych: relacje pomiędzy obrazami oraz pomiędzy obrazami a tekstem. Konstrukcje fabularne, narracja, czasem ironiczna i paradoksalna pointa są dla niej ważne i zazwyczaj obecne w jej pracach. 

## Życiorys
W 2012 ukończyła studia w Akademii Sztuk Pięknych w Katowicach na wydziale malarstwa, gdzie studiowała m.in. u Ireneusza Walczaka oraz Piotra Kossakowskiego. Aneks dyplomowy realizowała w pracowni grafiki książki. Za swój cykl dyplomowy otrzymała złoty medal macierzystej uczelni oraz nagrodę firmy BPSC. Mieszka we Wrocławiu.

## Nagrody i wyróżnienia
Ilustracje do książki Niezłe ziółko/Głośne zniknięcie zostały wyróżnione w konkursie Nami Island Concours w Korei w 2017 roku. Za powieść graficzną Ta małpa poszła do nieba została nominowana do nagrody za najlepszy komiks roku (MFGiK, Łódź 2018), a także za najlepszy scenariusz komiksowy roku (Środek komiksu. Środek wyrazu, DOK Ursynów 2018), w 2020 roku ilustracje z książki pt. Jak ugryźć teatr współczesny? zostały zaprezentowane w katalogu oraz na wystawie towarzyszącej Targom Książki dla dzieci w Bolonii, jednym z najważniejszych festiwali książki ilustrowanej na świecie.

## Twórczość
- V, wyd. Centrala, 2013[3]
- Fontanny i muszle, czyli przewodnik po wrocławskich szaletach, wyd. Libron 2016[3]
- Niezłe ziółko/głośne zniknięcie, wyd. Kocur Bury 2016[3]
- Chore historie, wyd. Kocur Bury 2017[3]
- Ta małpa poszła do nieba, wyd. Wydawnictwo komiksowe, 2018[3]
- Jak ugryźć teatr współczesny?, wyd. Fundacji im. Tymoteusza Karpowicza, 2019[3]